# Медея (плакат Мухи)
«Меде́я» (фр. Médée) — плакат чешского художника Альфонса Мухи, изображающий одну из сцен одноимённой трагедии Катюля Мендеса. На плакате Медея в исполнении Сары Бернар стоит над трупами детей, которых она убила из мести Ясону. У неё за спиной встаёт зловеще-красная заря нового дня. Напряжённая поза Медеи, её тёмные одежды и полный ужаса взгляд создают драматическую и напряжённую атмосферу, усиленную с помощью красных и лиловых оттенков. Окроплённый кровью кинжал и трупы у ног Медеи показывают только что происшедшее преступление, но то, что тела будто бы «вытекают» из фигуры самой Медеи, говорит именно о детоубийстве. Классическая обстановка трагедии, берущей начало в Древней Греции, подчёркивается такими декоративными элементами, как мозаика, псевдо-архаичная форма букв и пальметты — стилизованные веерообразные листы.

Модель для плаката

Интересен змеевидный браслет на левой руке Медеи, придуманный Мухой во время работы над плакатом. Он так понравился Саре Бернар, что она заказала ювелиру Жоржу Фуке сделать браслет в форме змеи и кольцо с драгоценными камнями по эскизу Мухи, чтобы надеть их во время постановки пьесы.